# Schnee, der auf Zedern fällt
Schnee, der auf Zedern fällt, englischer Originaltitel Snow Falling on Cedars, ist ein 1994 erschienener Roman des amerikanischen Schriftstellers David Guterson, der die Internierung japanischstämmiger Amerikaner zur Zeit des Zweiten Weltkriegs thematisiert. Das Werk wurde in mehr als 30 Sprachen übersetzt, weltweit über vier Millionen Mal verkauft, 1995 mit dem PEN/Faulkner Award ausgezeichnet und 1999 von Scott Hicks verfilmt.

## Handlung
Carl Heine, ein Fischer deutscher Abstammung an der Küste des Staates Washington, wird ertrunken und in seinen eigenen Netzen verfangen aufgefunden. Allerdings hat er auch eine schwere Kopfverletzung, so dass ein Mord nicht ausgeschlossen werden kann. Die Ressentiments gegen die japanische Bevölkerung sind immer noch sehr groß in den Jahren nach dem Zweiten Weltkrieg und besonders nach dem Angriff auf Pearl Harbor, weshalb ein anderer Fischer namens Kabuo Miyamoto des Mordes verdächtigt wird. Der für die Lokalzeitung berichtende Ishmael Chambers könnte Informationen haben, die die Unschuld Kabuos beweisen. Doch seine alte Liebe zu Kabuos Ehefrau, Hatsue Miyamoto, stellt ihn vor ein Dilemma.
Guterson thematisiert auch die lange Zeit tabuisierten Schikanen gegen die japanischstämmige US-Bevölkerung während des Zweiten Weltkriegs durch die Internierung japanischstämmiger Amerikaner mit Enteignungen und Zwangsarbeit.

## Ausgaben
- Snow Falling on Cedars. Harcourt Brace, New York 1994, ISBN 978-0-582-41928-5 (amerikanische Erstausgabe).
- Schnee, der auf Zedern fällt. Aus dem Amerikanischen übersetzt von Christa Krüger. Berlin-Verlag, Berlin 1995, ISBN 3-8270-0183-8 (deutsche Erstausgabe).

## Sekundärliteratur
- David Guterson: Looking Back, Warily, But With Affection: Snow Falling on Cedars at 20 (Essay). In: The American Scholar (Onlineausgabe), 11. März 2014.
- Jennifer Anne Haytock: David Guterson's Snow Falling on Cedars: A Reader's Guide. Continuum, New York und London 2002, ISBN 978-0-826-45321-1.
- Gerhard Köpf: Über den Schneefall als Kulturkonflikt. Anmerkungen zu David Guterson: Snow Falling on Cedars. In: arcadia 31:1/2, 1996, S. 217–222.
- Heike Paul: Old, New and 'Neo' Immigrant Fictions in American Literature: The Immigrant Presence in David Guterson's Snow Falling on Cedars and T. C. Boyle's The Tortilla Curtain. In: Amerikastudien/American Studies 46:2, 2001, S. 249–265.
- Christoph Ribbat: His Father's Books: Writing, Masculinity, and David Guterson's Snow Falling on Cedars. In: Literatur in Wissenschaft und Unterricht 32:1, 1999, S. 27–36.